# شهرداری هرتسگ نووی
شهرداری هرتسگ نووی (به لاتین: Herceg Novi Municipality) یک منطقهٔ مسکونی در مونته‌نگرو است که در مونته‌نگرو واقع شده‌است. شهرداری هرتسگ نووی ۲۳۵ کیلومتر مربع مساحت و ۳۰٬۸۶۴ نفر جمعیت دارد.